# Eupithecia nanata
Eupithecia nanata là một loài bướm đêm thuộc họ Geometridae. Loài này có thể tìm thấy ở châu Âu, ngoại trừ đông nam.
Sải cánh dài 13–17 mm. Những sâu bướm gặp ở tháng 3 đến tháng 9 tùy theo địa điểm.
Ấu trùng ăn Calluna và đôi khi ăn Achillea millefolium.

## Hình ảnh

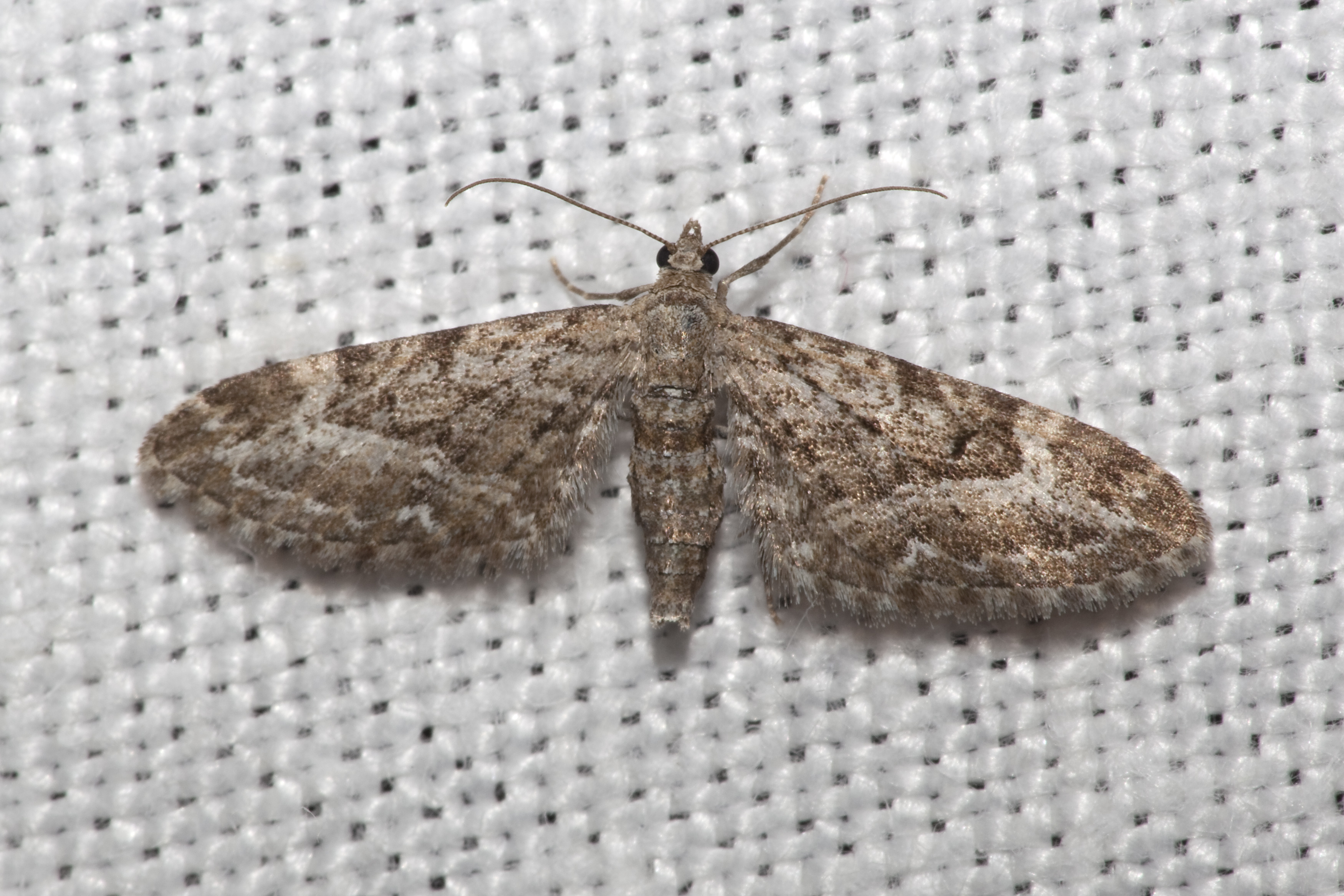
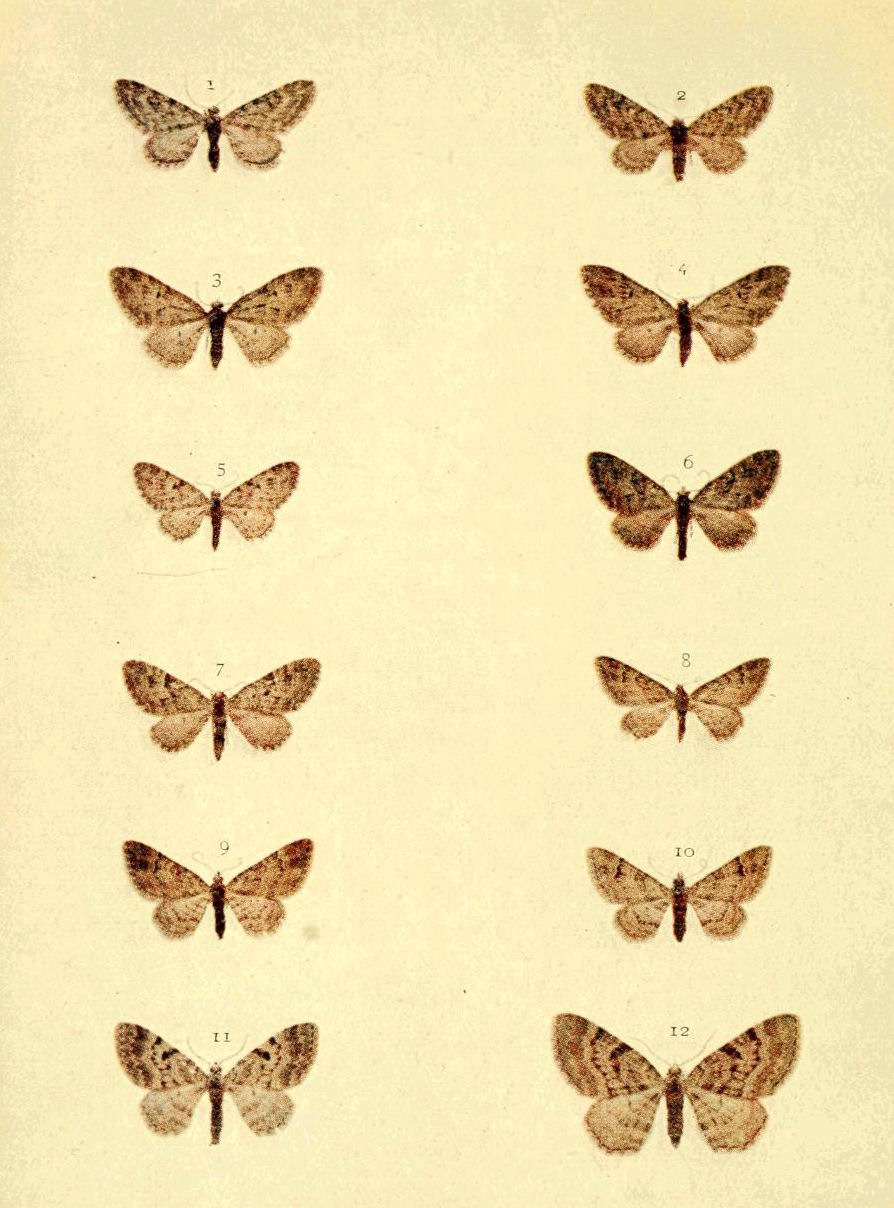